# Johannes Hendrikus van de Moosdijk
Johannes Hendrikus van de Moosdijk (Eindhoven, 2 april 1743 - Eindhoven, 26 augustus 1785) is een voormalig burgemeester van de Nederlandse stad Eindhoven. Van de Moosdijk werd geboren als zoon van Daniel van de Moosdijk en Maria Catharina van der Heijden. Hij was burgemeester van Eindhoven in 1781 en 1782. Zijn broer Hubertus van de Moosdijk werd ook burgemeester van Eindhoven.
Hij trouwde te Eindhoven op 13 augustus 1769  met Catharina Zeegers , dochter van burgemeester Huybert Zeegers en Catharina Crecelsant, gedoopt te Eindhoven op 18 december 1743, begraven in Eindhoven op 27 augustus 1798. 